# US Darts Masters 2019
De US Darts Masters was de derde editie van de US Darts Masters. Het toernooi was onderdeel van de World Series of Darts. Het toernooi werd gehouden van 4 juli  tot 5 juli 2019 in het Mandalay Bay Hotel, Las Vegas. Gary Anderson was de titelverdediger, maar verloor al in de kwartfinale van Gerwyn Price. Nathan Aspinall won het toernooi door in de finale met 8-4 te winnen van  Michael Smith.

## Deelnemers
Net als in elk World Series-toernooi speelden ook hier acht PDC-spelers tegen acht darters uit het land/gebied waar het toernooi gehouden wordt. De deelnemers waren:
- Michael van Gerwen
- Rob Cross
- Daryl Gurney
- Gary Anderson
- Gerwyn Price
- Peter Wright
- Michael Smith
- Nathan Aspinall
- Jeff Smith
- Leonard Gates
- Danny Baggish
- Elliot Milk
- Shawn Brenneman
- Darin Young
- Jim Long
- Gary Mawson